# Julie Night

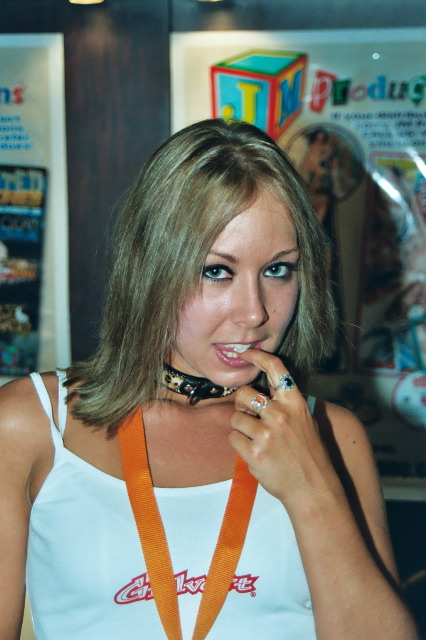
Julie Night (2003)

Julie Night (* 2. Juli 1978 in Los Angeles, Kalifornien als Karan Sautbine) ist eine US-amerikanische Pornodarstellerin.

## Karriere
Night arbeitete als Stripperin, während sie das College in Nordkalifornien besuchte. Einige Jahre später war sie in Hardcorefilmen zu sehen. Sie spielte in mehr als 200 Filmen mit. Im Jahr 2005 brachte sie ihre offizielle Internetpräsenz online. Im Januar 2006 hatte sie ihr Debüt als Feature-Tänzerin in San Francisco.

## Filmografie (Auswahl)
- 2002: Girlvert 2
- 2003, 2004: No Man’s Land 38, 39
- 2003: Spit Shined
- 2007: Cheek Freaks
- 2007: Upload

## Auszeichnungen
- 2003: XRCO Award – Superslut
- 2003: XRCO Award – Best Threeway (in Mason’s Dirty Tricks – zusammen mit Manuel Ferrara und Steve Holmes)
- 2004: XRCO Award – Best Group Scene (in Baker’s Dozen 2 – zusammen mit Missy Monroe, Kami Andrews u. a.)
- 2004: AVN Award – Most Outrageous Sex Scene (in Perverted Stories: The Movie – mit Mr. Pete & Maggie Star)
- 2004: AVN Award – Best Group Sex Scene – Video (in Back 2 Evil – mit Manuel Ferrara, Ashley Long und Nacho Vidal)